# Тойота Приус+
„Тойота Приус+“ (Toyota Prius+) е модел компактни многофункционални автомобили (сегмент M) на японската компания „Тойота“, произвеждан от 2011 до 2021 година.
Базиран е на третото поколение на „Тойота Приус“, като в сравнение с нея има удължена база и седем места. Моделът се предлага само с хибридно задвижване. Основният пазар на модела е в Япония и донякъде в Съединените щати, като през 2019 година в Европа се продадени около 13 хиляди автомобила от модела.